# Точка обстрела
«Точка обстрела» (англ. Vantage Point) — фильм режиссёра Пита Трэвиса, выпущенный компанией Columbia Pictures в 2008 году. В главных ролях снялись Деннис Куэйд, Мэтью Фокс, Форест Уитакер, Уильям Хёрт и Сигурни Уивер.
Премьера фильма состоялась 13 февраля 2008 года в Саламанке, Испания.
По состоянию на апрель 2008 года фильм собрал в мировом прокате 131 млн $.
Слоган (теглайн) фильма: «Восемь очевидцев. Восемь версий. Одна истина».

## Сюжет
Действие фильма происходит в испанском городе Саламанка, при этом съёмки происходили в Мексике, и только некоторые сцены были сняты в Испании.
Президент США Генри Эштон (Уильям Хёрт) присутствует на саммите в Саламанке, посвящённом борьбе с мировым терроризмом.
Во время публичного выступления президента США террористы совершают заранее спланированную попытку покушения на него.
Действие фильма несколько раз возвращается к начальной точке, причём каждый раз события показываются с точки зрения другого персонажа и обрастают дополнительными фактами.

### Рекс Брукс
Первый раз события показываются с точки зрения редактора новостей на канале GNN Рекс Брукс (Сигурни Уивер).
Она руководит прямой трансляцией международного саммита, на котором собрались главы 150 государств, чтобы обсудить антитеррористическую стратегию президента Эштона.
Для произнесения торжественной речи на саммит прибывает президент США Генри Эштон. В числе агентов Секретной Службы Брукс замечает Томаса Барнса, который только оправился после предотвращения прошлогоднего покушения на президента. По словам Рекс, Барнс мог бы стать настоящей знаменитостью, если бы согласился сотрудничать с прессой, давать интервью, появляться в телепередачах — но он всегда отказывал журналистам.
Рекс координирует работу камер, когда президент, подошедший к трибуне после приветственных слов мэра Саламанки падает, сражённый двумя выстрелами. На площади поднимается паника, Рекс пытается успокоить репортёра Энджи Джонс, убеждая её продолжать репортаж. Недалеко от площади происходит взрыв, а через несколько минут следующий взрыв разрушает трибуну.

### Томас Барнс
Вторая версия событий показана глазами агента секретной службы Томаса Барнса (Деннис Куэйд), наблюдающего за окружающей обстановкой во время речи мэра Саламанки, Барнс замечает шевеление занавески в одном из окон здания напротив трибуны.
Посланные на место агенты докладывают о забытом включённом вентиляторе.
В толпе Барнс видит американского туриста Говарда Льюиса (Форест Уитакер), снимающего всё происходящее на камеру.
После выстрелов в президента оторопевший Барнс сбивает с ног подозрительного человека Энрике (Эдуардо Норьега), бегущего к трибуне, который предъявляет полицейский жетон. Не успокоившись Барнс передаёт его другим агентам, говоря, что тот что-то знает, Снова увидев Льюиса, Барнс, вместе со своим напарником Кентом Тейлором (Мэтью Фокс) забирает его камеру, зная, что турист некоторое время наблюдал за ним и снимал тот дом, где был снайпер. Барнс показывает напарнику окно, где он видел вспышку, и Тейлор отправляется в погоню за стрелком. Сам агент остаётся посмотреть видеосъёмку и что-то замечает, после чего бежит к трибуне с криком «Бомба». Раздаётся взрыв. Очнувшийся Барнс направляется в телестудию канала GNN и просматривает отснятый материал, одновременно безуспешно пытаясь вызвать «Центральный» и слушая сообщения агента Тейлора о преследовании снайпера. Увидев что-то важное на одной из видео трансляций, шокированный Барнс убегает.

### Энрике
Энрике — полицейский, задача которого охранять мэра Саламанки. Он проносит на выступление сумку, замечает, что его девушка Вероника общается с неким Хавьером, но всё равно передаёт сумку ей. Когда прозвучал выстрел, он бросается на сцену, чтобы защитить мэра, однако оказывается схваченным охраной президента. Случайно он замечает, что Вероника бросает сумку под трибуну. Энрике пытается предупредить агентов, но его не слушают. Стоящий рядом Льюис тоже видит девушку и кричит, что Энрике говорит правду. Прогремел взрыв, воспользовавшись всеобщим замешательством, Энрике удирает, преследуемый охраной президента. На дороге он видит Веронику, проезжающую на скорой помощи. Энрике убегает как можно дальше, но встречает кого-то и спрашивает его: «Удивлён, что я жив?».

### Говард Льюис
Это обычный турист из США, впервые приехавший в Европу, у которого отпуск совпал с саммитом. На протяжении всего мероприятия снимал происходящее на видеокамеру. Ему удалось заснять главные моменты. Он обращает внимание на агента Барнса и, прослеживая направление его взгляда, видит в одном из окон движение. Происходит выстрел в президента. Люди в панике. К нему подбегает Томас Барнс и просит показать снятое на камеру, он видит, как кто-то бросает сумку под трибуну. Взрывается бомба. После взрыва Говард отводит к полицейской оставшуюся одну девочку Анну, снимает погоню за Энрике и видит, как тот встречает полицейского на служебной машине, после чего в Энрике несколько раз стреляет охрана президента США. В этот момент убежавшая от полицейской Анна выбегает на дорогу и Говард бросается её спасать.

### Президент Эштон
В связи с оперативной информацией о возможности теракта охрана уговаривает послать на саммит двойника. Президент нехотя отправляется в отель. Советник пытается уговорить его нанести ракетный удар по базе этих возможных террористов в Марокко. Президент ругает советника, что тот отправил Барнса с двойником на место возможного теракта, а не оставил этого надёжного человека с ним. По телевизору он видит покушение на своего двойника, советник настаивает о немедленном ударе. Президент отказывается, так как он официально ранен и не может отдать приказ, и в следующий момент раздаётся взрыв у отеля. В президентский номер врывается вооружённый человек в маске и убивает охрану и помощников президента.

### Террористы
Маленькая девочка Анна видит в кафе Суареза, который позже намеренно знакомится с Говардом. Вероника общается с Хавьером, показывает ему видео с его похищенным братом и заставляет его сотрудничать. Суарез по рации даёт указания оператору, снимающему митинг протеста против президента США, служащему президентского отеля Филиппе и шантажируемому Хавьеру, который тоже приезжает в отель и с помощью служащего находит оружие. Далее координатор с помощью телефона включает вентилятор, отвлекая внимание охраны, и через телефон дистанционно управляет снайперской винтовкой и стрельбой в двойника президента. Хавьер в отеле убивает горничную, у которой оказывается оружие, и расстреливает агентов в комнате «Центральный» (пункт связи охраны президента). Служащий отеля Филиппе надевает пояс смертника. Вероника по приказу Суареза пытается убить брата Хавьера, но координатор делает это вместо неё. После взрыва в отеле координатор на частотах связи «Центрального» отправляет охрану президента вниз. Хавьер убивает оставшуюся вверху охрану. Координатор активирует бомбу на площади, а сам с Вероникой в машине скорой помощи приезжает к отелю. Барнс на трансляции GNN замечает полицейского и узнаёт в нём переодетого Тейлора, «преследующего снайпера». Барнс понимает, что Тейлор работает на террористов. Он убил агентов, пришедших с ним в квартиру «снайпера» и, переодевшись полицейским, разобрал и унёс радиоуправляемую винтовку. Спустившись вниз, он позвонил Барнсу и направляет всех по ложному следу. Барнс отравляется за ним в погоню. Вероника усыпляет президента и с координатором на каталке грузят его в скорую. Переодетые в полицейских Тэйлор с Хавьером на полицейской машине пытаются уйти от Барнса и натыкаются на Энрике. Хавьер, требуя вернуть ему брата, убивает Энрике. Умирающий Энрике говорит ему, что их обоих обманули. Тэйлор убивает Хавьера и пытается уехать, но из-за выстрелов Барнса попадает в аварию и умирает. Координатор, отвлёкшийся от дороги, едва не сбивает Анну и скорая переворачивается. Вероника погибает. Барнс, защищаясь, убивает очнувшегося координатора. Говарду звонит взволнованная семья, из-за разлада с которой он один поехал в Испанию. В новостях сообщают, что террорист-одиночка обезврежен, а раненый президент продолжит участие в саммите.

## В ролях
- Деннис Куэйд — Томас Барнс
- Мэттью Фокс — Кент Тэйлор
- Форест Уитакер — Говард Льюис
- Эдгар Рамирес — Хавьер
- Уильям Хёрт — Президент США Генри Эштон
- Саид Тагмауи — Суарез
- Сигурни Уивер — Рекс Брукс
- Брюс Макгилл — Фил
- Эдуардо Норьега — Энрике
- Зои Салдана — Энджи Джонс
- Айелет Зорер — Вероника

## История создания

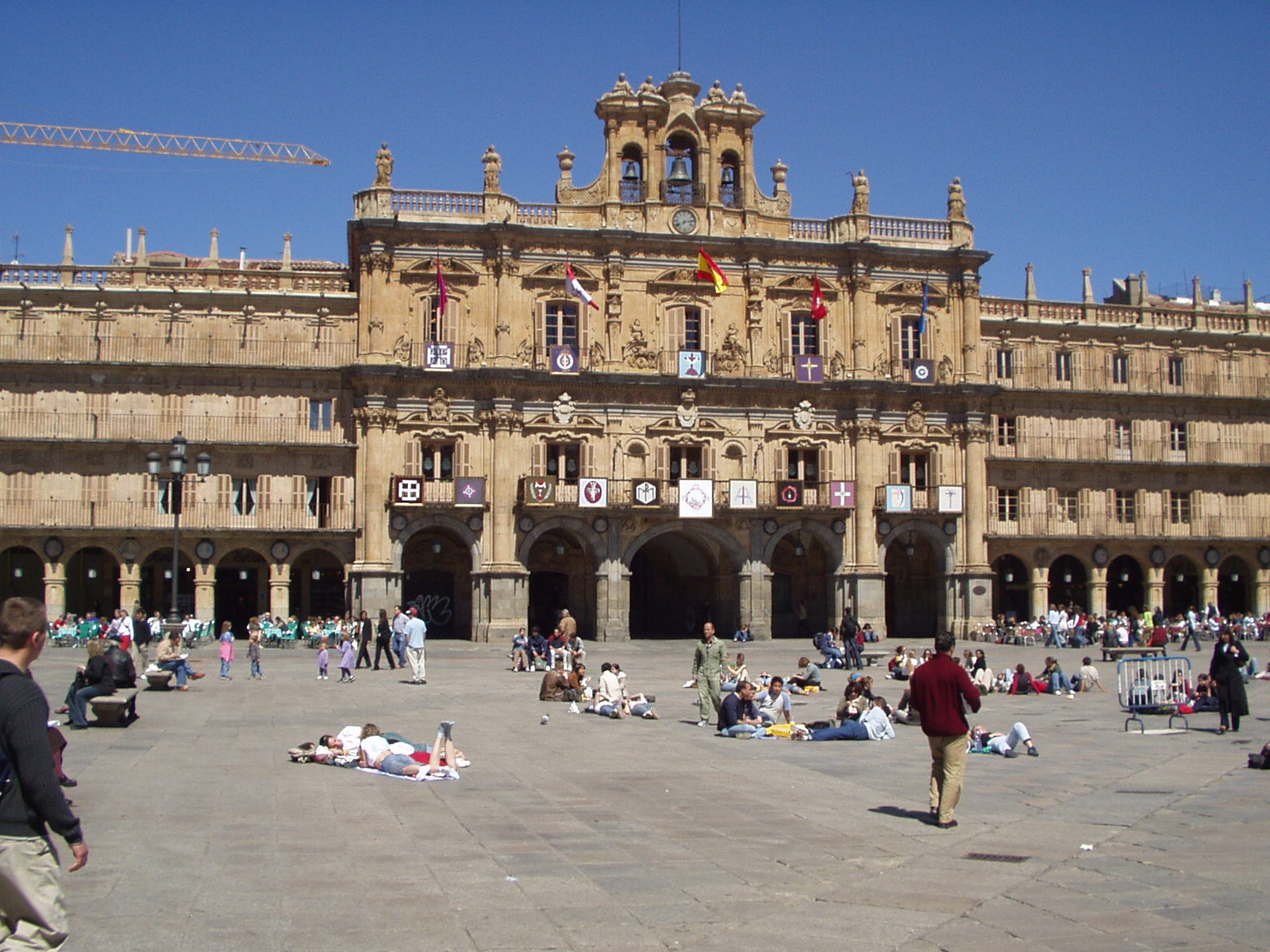
Главная площадь в Саламанке, где происходят основные события фильма

По словам режиссёра фильма Пита Трэвиса, идея раскрытия сюжета последовательно с нескольких точек зрения была навеяна фильмом японского кинорежиссёра Акиры Куросавы «Расёмон».
Съёмки картины начались 18 июня 2006 года.
Поначалу планировалось проводить съёмки на реальной главной площади Саламанки (Плаза Майор), однако из-за перспективы закрытия площади на несколько месяцев было принято решение использовать декорации, для чего в Мексике была выстроена немного уменьшенная и упрощённая копия площади.
В реальной же Саламанке проводились лишь съёмки общих планов с высоты.
Для лучшего понимания своей роли Сигурни Уивер провела один день в редакции программы новостей одной американской телекомпании, а Уильяму Хёрту удалось встретиться и поговорить с бывшим американским президентом Биллом Клинтоном.